# 宗我部利典
宗我部利典（1975年5月5日—），日本男性漫畫家，創作成人漫畫時曾用筆名為羽田利典。其筆下主要女性角色之風格為大眼、圓臉。

## 作品
宗我部利典名義
- 《極樂天師》（原作、原案：Bohemian K；單行本全7卷，Wani Books發行，尖端出版代理台灣中文版）
- 《極樂天師MS》（原作、原案：Bohemian K；單行本全6卷，Wani Books發行，尖端出版代理台灣中文版）
- 《極樂天師R》（原作、原案：Bohemian K；單行本全1卷，Wani Books發行）
- 《橙園高校冰壺社》（原作：Bohemian K；單行本全4卷，Jive株式會社發行，東立出版社代理台灣中文版）
- 《99 -NINETY NINE-》（單行本全3卷，Wani Books發行）
- 《加油寶貝》（單行本全8卷，少年畫報社發行，東立出版社代理台灣及香港中文版）
- 《醇酒費洛蒙》（單行本全2卷，少年畫報社發行，東立出版社代理台灣及香港中文版）
- 《準備上場囉？近藤美眉！》（單行本全2卷，少年畫報社發行，長鴻出版社代理台灣中文版）
- 《Haruka Suitact！》（單行本全1卷，少年畫報社發行）
- 《オッス!はるかちゃん》（單行本全3卷）

羽田利典名義
- 《VERY SWEET PORTION》（單行本全1卷，司書房2002年發行）
- 《Yell!》（單行本全1卷，文苑堂2003年發行）
- 《PET-13》（單行本全1卷，司書房2005年發行）

## 外部連結
- （日語） 宗我部利典官方部落格
- （日語） 宗我部利典的X（前Twitter）
- 宗我部利典在動畫新聞網百科全書中的資料（英文）